# Борноэтиловый эфир
Борноэти́ловый эфи́р (триэти́лбора́т, ТЭБ.), химическая формула — {\displaystyle {\ce {B(C2H5O)3}}} — сложный эфир ортоборной кислоты и этанола.
При нормальных условиях — бесцветная легкоподвижная жидкость со слабым запахом этилового спирта. Применяется в качестве растворителя, реагента в органическом синтезе, катализатора и для придания пламени зелёного цвета при горении пиротехнических изделий и смесей.

## Химические свойства
Горит на воздухе ярким зелёным пламенем с образованием оксида бора:

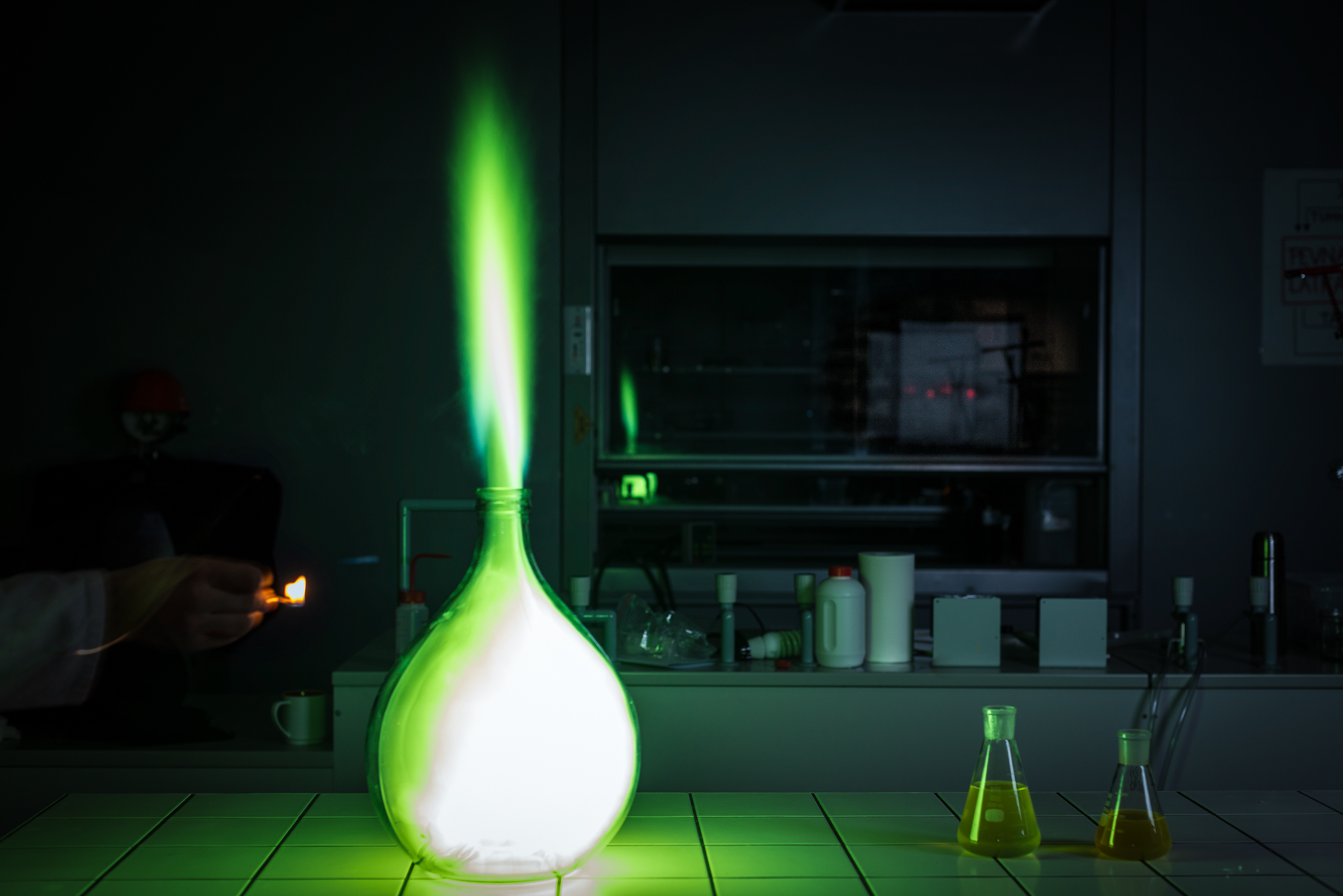
Зелёное пламя горения триэтилбората

{\displaystyle {\ce {2 B(OC2H5)3 + 18 O2 -> B2O3 + 12 CO2 + 15H2O}}}.

## Получение
1) Перегонкой раствора ортоборной кислоты в этаноле в присутствии кислотного катализатора и водоотнимающего реагента, обычно — серной кислоты:
{\displaystyle {\ce {B(OH)3 + 3 C2H5OH -> B(C2H5O)3 ^ + 3 H2O}}}.
2) Взаимодействием тетрабората натрия и этанола в сернокислой среде:
{\displaystyle {\ce {Na2B4O7 + 2 H2SO4 + 12 C2H5OH ->}}}
{\displaystyle {\ce {-> 4 B(C2H5O)3 ^ + 2 NaHSO4 + 7 H2O}}}.

## Применение
- В качестве катализатора в органическом синтезе при производстве синтетических смол, синтетических восков, красок и лаков;
- В получении борных соединений, например, борогидрида натрия;
- В качестве растворителя;
- Пропитка древесины и тканей для придания им огнеупорности.
- Компонент некоторых флюсов.
- Компонент пиротехнических изделий;

## Предосторожности при использовании
Является легковоспламеняемой жидкостью, поэтому при работе с веществом следует применять меры безопасности при работе с огнеопасными веществами.